# Greta Keller
Margaretha Keller, detta Greta (Vienna, 8 febbraio 1903 – 11 novembre 1977), è stata un'attrice austriaca naturalizzata statunitense.

## Filmografia parziale
- L'uomo che cerca il suo assassino (The Man in Search of His Murderer), regia di Robert Siodmak (1931) - non accreditata
- L'ultima canzone (Melodie der Liebe), regia di Georg Jacoby (1932)
- Der Abenteurer von Paris, regia di Karl Heinz Martin (1936)
- La grande fiamma (Reunion in France), regia di Jules Dassin (1942) - non accreditata
- Ein Herz spielt falsch, regia di Rudolf Jugert (1953)
- Die Drehscheibe - serie TV, 2 episodi (1968, 1973)